# Belarussischer Fußballpokal 2005/06
Der Belarussische Fußballpokal 2005/06 war die 15. Austragung des belarussischen Pokalwettbewerbs der Männer. Das Finale fand am 27. Mai 2006 im Dinamo-Stadion von Minsk statt. Titelverteidiger MTZ-RIPA Minsk schied im Achtelfinale gegen FK Schachzjor Salihorsk aus. Pokalsieger wurde Vorjahresfinalist BATE Baryssau, der sich im Finale gegen den FK Schachzjor Salihorsk durchsetzte.

## Modus
Im Gegensatz zur Liga wurde der Pokal im Herbst-Frühjahr-Rhythmus ausgetragen. Bis zum Achtelfinale und im Finale wurden die Begegnungen in einem Spiel ausgetragen. Bei unentschiedenem Ausgang wurde zur Ermittlung des Siegers eine Verlängerung gespielt. Stand danach kein Sieger fest, folgte ein Elfmeterschießen. Das Viertel- und Halbfinale wurden in Hin- und Rückspiel ausgetragen. Der Pokalsieger qualifizierte sich für den UEFA-Pokal.

## Teilnehmende Teams
| Wyschejschaja Liha (14) | Perschaja Liha (16) | Druhaja Liha (13) | Amatarskaja Liha (3)                                      |
| --- | --- | --- | --------------------------------------------------------- |
| - BATE Baryssau - FK Dinamo Minsk - FK Daryda - FK Dinamo Brest - FK Homel - Lakamatyu Minsk - MTZ-RIPA Minsk - FK Njoman Hrodna - Dnjapro-Transmasch Mahiljou - Naftan Nawapolazk - FK Slawija-Masyr - Swjasda BHU Minsk - FK Schachzjor Salihorsk - FK Tarpeda Schodsina | - FK Baranawitschy - Belschyna Babrujsk - FK Bjarosa - Chimik Swetlahorsk - FK Lida - FK Hranit Mikaschewitschy - FK Kamunalnik Slonim - FK Dnjapro Rahatschou-DJuSSch-1 - FK Orscha - Tarpeda Kadina Mahiljou - FK Smarhon - Smena Minsk - Wedrytsch-97 Retschyza - FK Weras Njaswisch - Lakamatyu Wizebsk - ZLiN Homel | - FK Assipowitschy - FK Homel-SDJuSchAR-8 - FK Horki - FK Kamunalnik Schlobin - Liwadyja Dsjarschynsk - FK Maladsetschna - FK Njoman Masty - Tarpeda-SKA Minsk - FK Palesse Kosenki - FK Pinsk-900 - FK Polazk - Spartak Schklou - Wertikal Kalinkawitschy | - FK Chimik Hrodna - FK DJuSSch Kirausk - FK Pinema Pinsk |

## 1. Runde
Teilnehmer: Die 16 Mannschaften der zweiten Liga, 13 Teams aus der dritten Liga und 3 Amateurvereine, die sich über den regionalen Pokal qualifiziert hatten. Die unterklassigen Teams hatten Heimrecht.
| Datum      |                               | Ergebnis              |                                      |
| ---------- | ----------------------------- | --------------------- | ------------------------------------ |
| 14.06.2005 | FK Pinema Pinsk (A)           | 0:1                   | Smena Minsk (II)                     |
| 15.06.2005 | FK Chimik Hrodna (A)          | 2:4                   | Chimik Swetlahorsk (II)              |
| 15.06.2005 | FK Pinsk-900 (III)            | 1:3                   | FK Baranawitschy (II)                |
| 15.06.2005 | Spartak Schklou (III)         | 1:1 n. V. (4:3 i. E.) | Belschyna Babrujsk (II)              |
| 15.06.2005 | Liwadyja Dsjarschynsk (III)   | 0:2                   | Tarpeda Kadina Mahiljou (II)         |
| 15.06.2005 | FK Maladsetschna (III)        | 1:7                   | FK Smarhon (II)                      |
| 15.06.2005 | FK Kamunalnik Schlobin (III)  | 0:3                   | FK Lida (II)                         |
| 15.06.2005 | FK Njoman Masty (III)         | 0:2                   | FK Orscha (II)                       |
| 15.06.2005 | FK Assipowitschy (III)        | 1:3                   | Wedrytsch-97 Retschyza (II)          |
| 15.06.2005 | FK Homel-SDJuSchAR-8 (III)    | 2:3                   | FK Bjarosa (II)                      |
| 15.06.2005 | FK Palesse Kosenki (III)      | 0:3                   | FK Weras Njaswisch (II)              |
| 15.06.2005 | FK DJuSSch Kirausk (A)        | 2:1                   | FK Dnjapro Rahatschou-DJuSSch-1 (II) |
| 15.06.2005 | FK Polazk (III)               | 2:1                   | ZLiN Homel (II)                      |
| 15.06.2005 | Wertikal Kalinkawitschy (III) | 0:2                   | FK Kamunalnik Slonim (II)            |
| 15.06.2005 | FK Horki (III)                | 0:0 n. V. (5:3 i. E.) | FK Hranit Mikaschewitschy (II)       |
| 15.06.2005 | Tarpeda-SKA Minsk (III)       | 0:0 n. V. (0:3 i. E.) | Lakamatyu Wizebsk (II)               |

## 2. Runde
Teilnehmer waren die 16 Sieger der ersten Runde und die 14 Mannschaften der Wyschejschaja Liha 2005. Zweitligist FK Baranawitschy und Drittligist FK Polazk erhielten in dieser Runde ein Freilos. Die unterklassigen Teams hatten Heimrecht.
| Datum      |                              | Ergebnis |                                 |
| ---------- | ---------------------------- | -------- | ------------------------------- |
| 23.07.2005 | Smena Minsk (II)             | 1:2      | MTZ-RIPA Minsk (I)              |
| 23.07.2005 | Spartak Schklou (III)        | 0:1      | BATE Baryssau (I)               |
| 24.07.2005 | FK Horki (III)               | 1:3      | FK Njoman Hrodna (I)            |
| 24.07.2005 | FK Kamunalnik Slonim (II)    | 0:2      | FK Schachzjor Salihorsk (I)     |
| 24.07.2005 | FK Weras Njaswisch (II)      | 1:0      | Dnjapro-Transmasch Mahiljou (I) |
| 24.07.2005 | FK Bjarosa (II)              | 1:3      | Swjasda BHU Minsk (I)           |
| 24.07.2005 | Tarpeda Kadina Mahiljou (II) | 0:1      | FK Dinamo Brest (I)             |
| 24.07.2005 | FK Smarhon (II)              | 0:1      | FK Slawija-Masyr (I)            |
| 24.07.2005 | Chimik Swetlahorsk (II)      | 2:0      | FK Daryda (I)                   |
| 24.07.2005 | Lakamatyu Wizebsk (II)       | 2:4      | FK Dinamo Minsk (I)             |
| 24.07.2005 | FK Lida (II)                 | 1:2      | FK Homel (I)                    |
| 24.07.2005 | FK DJuSSch Kirausk (A)       | 0:4      | Lakamatyu Minsk (I)             |
| 24.07.2005 | Wedrytsch-97 Retschyza (II)  | 1:4      | Naftan Nawapolazk (I)           |
| 24.07.2005 | FK Orscha (II)               | 2:8      | FK Tarpeda Schodsina (I)        |

## Achtelfinale
Teilnehmer waren die 14 Sieger der zweiten Runde und die 2 Vereine mit Freilos in der letzten Runde.
| Datum      |                         | Ergebnis                |                             |
| ---------- | ----------------------- | ----------------------- | --------------------------- |
| 21.09.2005 | Swjasda BHU Minsk (I)   | 3:1                     | FK Njoman Hrodna (I)        |
| 21.09.2005 | Naftan Nawapolazk (I)   | 0:4                     | FK Dinamo Minsk (I)         |
| 21.09.2005 | FK Baranawitschy (II)   | 2:1                     | FK Polazk (III)             |
| 21.09.2005 | Chimik Swetlahorsk (II) | 1:0                     | FK Weras Njaswisch (II)     |
| 21.09.2005 | MTZ-RIPA Minsk (I)      | 2:3                     | FK Schachzjor Salihorsk (I) |
| 21.09.2005 | FK Dinamo Brest (I)     | 2:0 n. V.               | Lakamatyu Minsk (I)         |
| 21.09.2005 | FK Homel (I)            | 1:0                     | FK Tarpeda Schodsina (I)    |
| 21.09.2005 | BATE Baryssau (I)       | 2:2 n. V. (12:11 i. E.) | FK Slawija-Masyr (I)        |

## Viertelfinale
Teilnehmer waren die 8 Sieger aus dem Achtelfinale.
| Datum          |                       | Gesamt |                             | Hinspiel | Rückspiel |
| -------------- | --------------------- | ------ | --------------------------- | -------- | --------- |
| 01./05.04.2006 | Swjasda BHU Minsk (I) | 6:1    | FK Baranawitschy (II)       | 4:1      | 2:0       |
| 01./05.04.2006 | FK Homel (I)          | 5:1    | Chimik Swetlahorsk (II)     | 5:1      | 0:0       |
| 01./05.04.2006 | FK Dinamo Minsk (I)   | 0:2    | FK Schachzjor Salihorsk (I) | 0:1      | 0:1       |
| 01./05.04.2006 | FK Dinamo Brest (I)   | 0:1    | BATE Baryssau (I)           | 0:0      | 0:1       |

## Halbfinale
| Datum          |                             | Gesamt    |                       | Hinspiel | Rückspiel |
| -------------- | --------------------------- | --------- | --------------------- | -------- | --------- |
| 10./14.04.2006 | FK Schachzjor Salihorsk (I) | (a)1:1(a) | FK Homel (I)          | 0:0      | 1:1       |
| 10./14.04.2006 | BATE Baryssau (I)           | 7:1       | Swjasda BHU Minsk (I) | 3:1      | 4:0       |

## Finale
| Paarung                 | FK Schachzjor Salihorsk – BATE Baryssau |
| Ergebnis                | 1:3 n. V. (1:1, 0:1) |
| Datum                   | 27. Mai 2006 |
| Stadion                 | Dinamo-Stadion, Minsk |
| Zuschauer               | 5.200 |
| Schiedsrichter          | Sergej Schmolik |
| Tore                    | 0:1 Dsmitry Molasch (26.) 1:1 Aljaksandr Klimenka (65.) 1:2 Dsmitryj Platonau (115.) 1:3 Henads Blisnjuk (117.) |
| FK Schachzjor Salihorsk | Ihar Lohwinau – Wadsim Lassouski (53. Aljaksandr Nowik), Anatol Budajeu, Pawel Plaskonny, Sjarhej Kawaltschyk – Sjarhej Nikifarenka (46. Aljaksandr Bytschanok), Andrej Ljawontschyk, Aljaksandr Jurewitsch , Michail Marzinowitsch – Pawel Bjahanski (95. Wiktar Barel), Aljaksandr Klimenka. Cheftrainer: Jury Wjarhejtschyk   |
| BATE Baryssau           | Barys Pankratau – Aljaksej Baha, Arzjom Radskou, Aljaksej Chalezki, Dsmitry Molasch – Ihar Stassewitsch (61. Maksim Schawnertschyk), Dsmitryj Lichtarowitsch, Aljaksandr Jermakowitsch , Aljaksandr Kobez – Henads Blisnjuk (118. Aljaksandr Lebedseu), Wital Radsiwonau (77. Dsmitryj Platonau). Cheftrainer: Ihar Krywuschenka |
| Gelbe Karten            | Andrej Ljawontschyk – Aljaksej Baha, Aljaksej Chalezki, Dsmitry Molasch, Aljaksandr Lebedseu |
| Platzverweise           | Pawel Plaskonny (112.) – keine |